# Tuerta liturata
Tuerta liturata là một loài bướm đêm trong họ Noctuidae.